# Pomaderris gilmourii
Pomaderris gilmourii är en brakvedsväxtart som beskrevs av Neville Grant Walsh. Pomaderris gilmourii ingår i släktet Pomaderris och familjen brakvedsväxter. Utöver nominatformen finns också underarten P. g. cana.